# Kiwano
Kiwano (Cucumis metuliferus, nazývané též africká rohatá okurka, divoká okurka, nebo africký rohatý meloun) je rostlina z rodu okurka (Cucumis). Plod je žlutý se zelenou dužinou a s větším množstvím žlutých semen. Chuť má nasládlou.

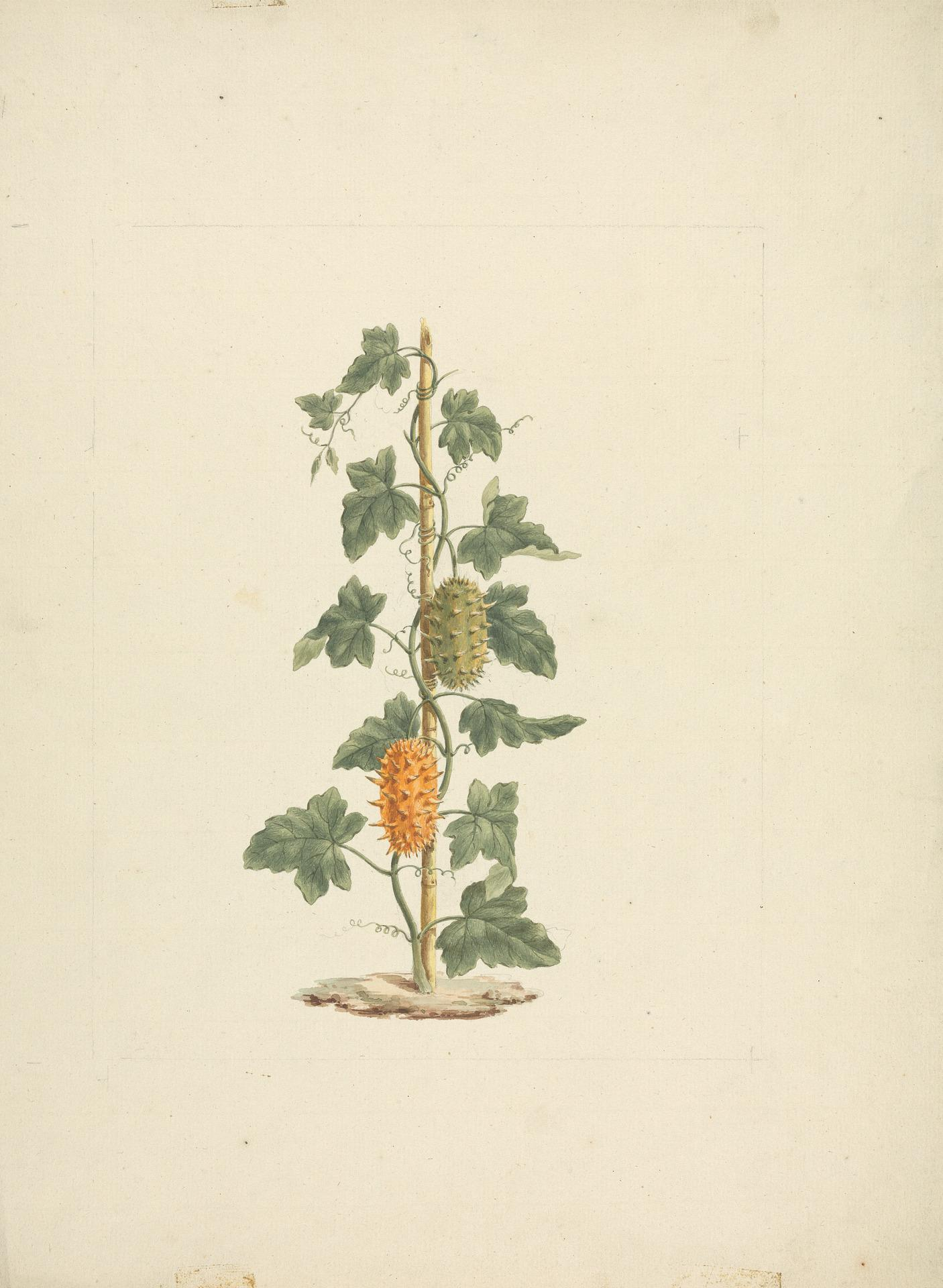
Ilustrace kiwana s plody

## Popis
Kiwano má podlouhlý tvar a žlutou až oranžovou barvu. Na slupce má kiwano malé hrbolky. Velikost plodu se pohybuje okolo 10–15 cm. Dužina kiwana je zelená a má konzistenci želé. V dužině jsou uložena semena podobná okurkovým.

## Rozšíření
Svůj původ má v Africe. V Zimbabwe je označována jako „gaka“ nebo „gakachika“. Ve dvacátém století bylo domestikováno na Novém Zélandu. Pěstuje se převážně ve Spojených státech (Kalifornie), Portugalsku, Itálii, Německu, Chile, Austrálii a na Novém Zélandu.

## Pěstování
Kiwano jde pěstovat i v Česku – v závětří, kam má přístup slunce, nebo ve skleníku či fóliovníku. Je lepší semena před zasazením namočit na 24 hodin do vody. Rostlinky vysazujeme do skleníku na konci května, aby je nespálil mráz. Kiwanu se daří v lehké půdě bohaté na živiny. Důležité je pěstovat více rostlinek pospolu kvůli vzájemnému opylení (kiwano je samosprašné). Když kiwano doroste do větší výšky, přidáme k rostlince oporu. Zaštípneme ji při délce cca 1,5 m. Kiwano potřebuje hodně vody. Plody sklízíme ve chvíli, kdy začnou získávat oranžovou barvu.

## Využití
Kiwano má nasládlou chuť, která jde přirovnat ke kombinaci melounu a kiwi. Kiwano je možné využít do salátů, do marmelády nebo v kombinaci s jogurtem. Kiwano můžeme skladovat ve sklepě podobně jako jablka.